# Ban-sur-Meurthe-Clefcy
Ban-sur-Meurthe-Clefcy é uma comuna francesa na região administrativa do Grande Leste, no departamento de Vosges. Estende-se por uma área de 45.04 km², e possui 947 habitantes, segundo o censo de 2018, com uma densidade de 21 hab/km².